# 车铃

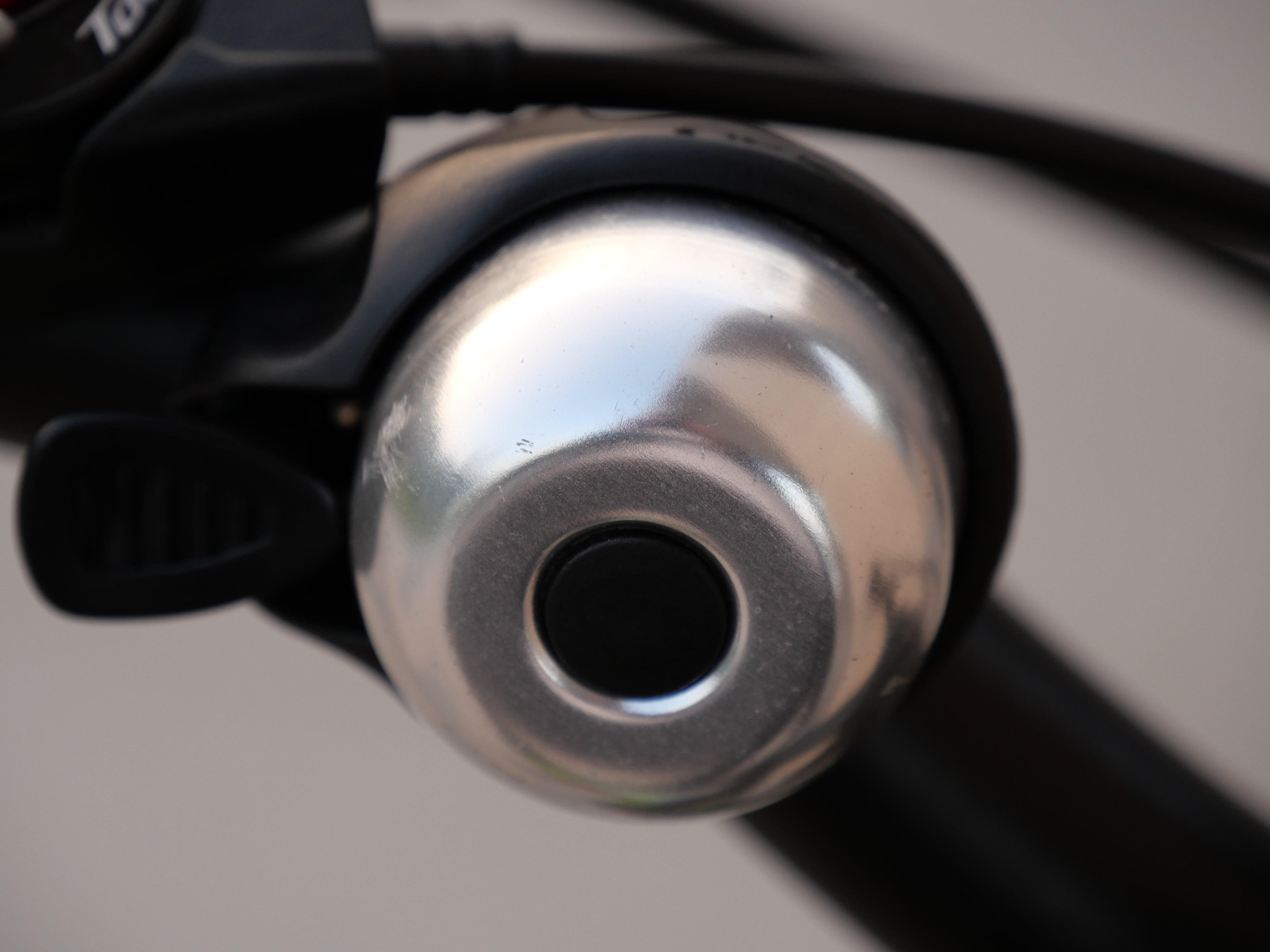
自行车上的银色车铃

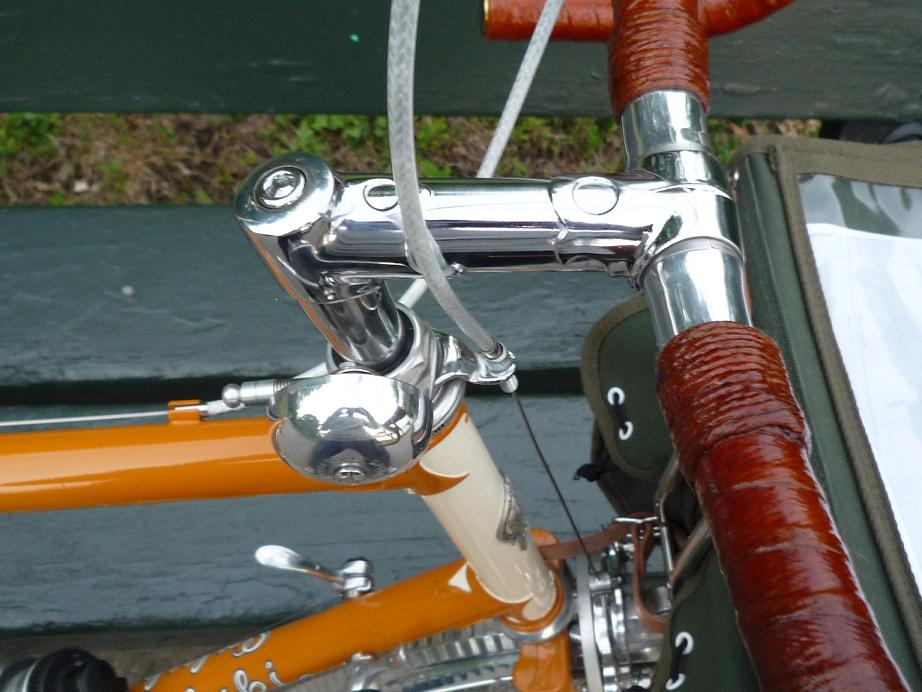
车铃

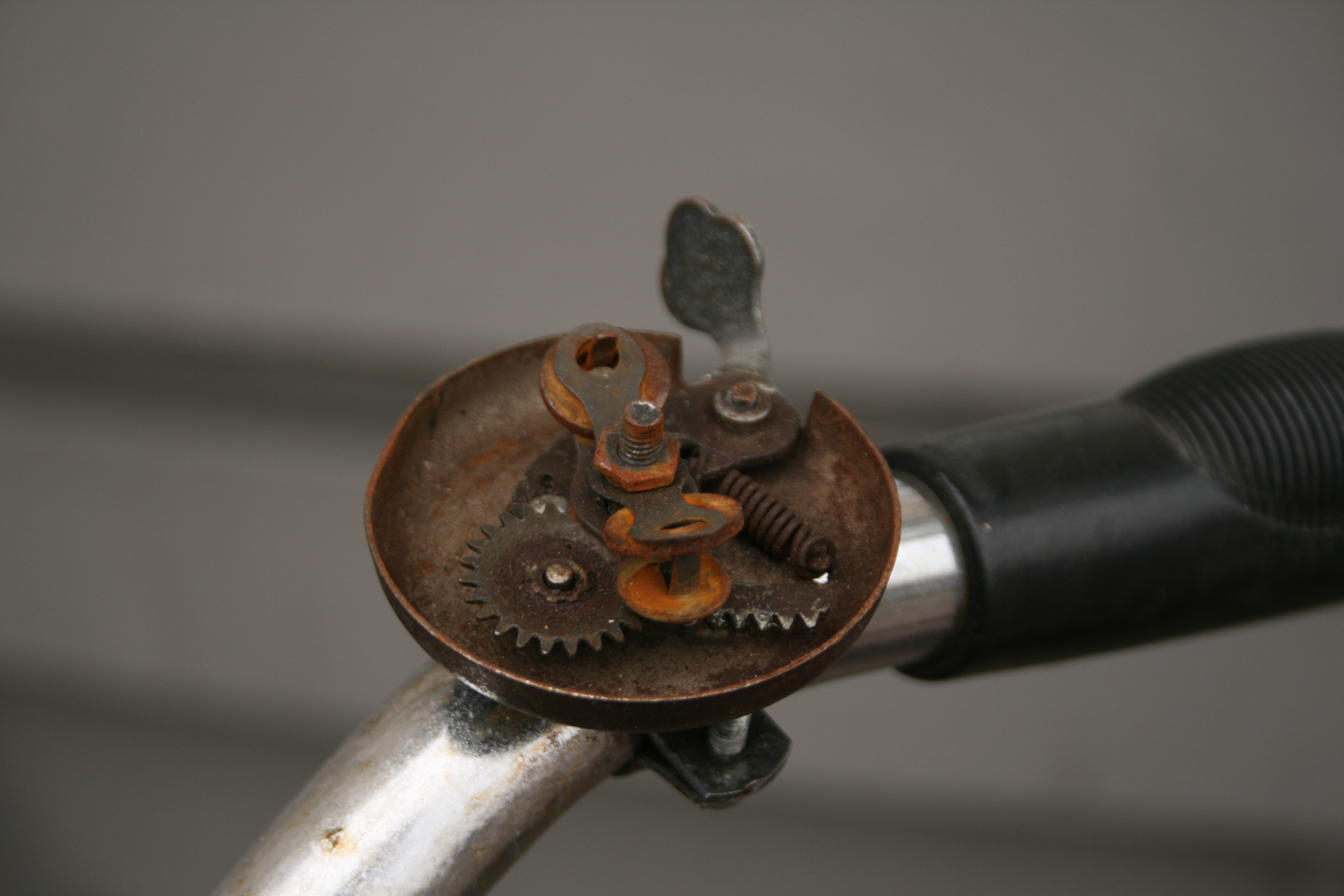
车铃内部视图

自行车车铃是安装在自行車上的一种可以發出聲音的設備，用于警示行人和其他骑车者。在某些司法管辖区，自行車上必須安裝车铃。车铃通常安装在自行車把手上，騎手通过拇指按下車鈴。

## 历史
自行車车铃是由约翰·理查德·德迪科阿特发明的，自行车车铃的专利早在1877年就出现了。